# Chaetocneme antipodes
Chaetocneme antipodes är en fjärilsart som beskrevs av Guérin-meneville 1831. Chaetocneme antipodes ingår i släktet Chaetocneme och familjen tjockhuvuden. Inga underarter finns listade i Catalogue of Life.